# Rebecka Paco
Rebecka Paco, född den 12 juli 2007, är en svensk skådespelerska.
Rebecka Paco har medverkat i de svenska TV-serierna Doktrinen (Siri) och Bert (Soraya). Hon är även röstskådespelare och har dubbat huvudroller i bland annat TV-serierna Pappa jagar utomjordingar (Lisa), Karma’s Värld (Karma) och Twenty Something (Gia) – en Sparks Shorts-film.[källa behövs]